# لوپیتا جونز
لوپیتا جونز (انگلیسی: Lupita Jones؛ زادهٔ ۶ سپتامبر ۱۹۶۷) مدل، هنرپیشه، و کارگردان اهل مکزیک است. او به نمایندگی از مکزیک در مسابقات دوشیزه جهان در سال ۱۹۹۱ شرکت کرد و برنده شد.
وی همچنین برندهٔ جوایزی همچون رکوردهای جهانی گینس شده‌است.